# Viske härad
Viske härad var ett härad i norra Halland. Området utgör idag norra delen av Varbergs kommun. Viske härad omfattade 1927 223 kvadratkilometer varav 216 land. Här fanns 1932 5 940 invånare. Tingsstället var till 1948 i Nyebro i Värö socken för att senare vara Kungsbacka.

## Vapnet
Häradsvapnet fastställdes av Kungl. Maj:t år 1958 med följande blasonering: I blått fält en viska med uppåtriktat skaft, åtföljt till höger av en sexuddig stjärna och till vänster av ett D-format spänne, allt av guld..

## Namnet
Häradsnamnet skrevs 1420 Wischaheret. Det innehåller genitiv av ånamnet Viskan samt härad. Ett äldre namn var Viskardal som 1231 skrevs Vviskærdal, med efterleden dal. Ånamnetvar innehåller det fornsvenska Visk som är en bildning med avslutande k av en i vattendragsnamn vanlig stam vis-. Denna har möjligen grundbetydelsen "rinna" eller "slingra sig".

## Socknar
- Stråvalla socken
- Sällstorps socken
- Veddige socken
- Värö socken
- Ås socken

## Geografi
Häradet är beläget kring Viskadalen och ån Viskans mynning. Det utgörs av kuperad men bördig kustbygd.
Sätesgårdar var Björkholms säteri och Jonsjö säteri, båda i Veddige socken, samt Åsklosters kungsgård i Ås socken.
I Åsbro i Ås socken fanns förr ett gästgiveri.

## Län, fögderier, tingslag, domsagor och tingsrätter
Socknarna ingick i Hallands län. Församlingarna tillhör(de) Göteborgs stift.
Häradets socknar hörde till följande fögderier:
- 1720-1990 Varbergs fögderi

Dock mellan 1946 och 1967 till Kungsbacka fögderi dit Stråvalla och Värö socknar även hörde till mellan åren 1894 och 1921.
Häradets socknar tillhörde följande tingslag, domsagor och tingsrätter:
- 1683-1947 Viske tingslag i Hallands norra domsaga (Fjäre och Viske härader)
- 1948-1970 Hallands norra domsagas tingslag i Hallands norra domsaga

- 1971 Hallands norra tingsrätt och domsaga
- 1972-Varbergs tingsrätt och domsaga